# Chuang Č’-chung
Chuang Č’-chung, čínsky pchin-jinem Huáng Zhìhóng, znaky 黄志红 (* 7. května 1965) je bývalá čínská atletka, dvojnásobná mistryně světa ve vrhu koulí.

## Sportovní kariéra
Na světovém šampionátu v Římě v roce 1987 obsadila v soutěži koulařek jedenácté místo. Na olympiádě v Soulu o rok později obsadila ve finále této disciplíny osmé místo. Při halovém světovém šampionátu v roce 1989 vybojovala stříbrnou medaili v závodě ve vrhu koulí. Stejného úspěchu dosáhla o dva roky později na mistrovství světa v hale v Seville. Při letním mistrovství světa pod širým nebem v Tokiu ve stejné sezóně v soutěži koulařek zvítězila. Z olympijského závodu koulařek v Barceloně v roce 1992 si odvezla stříbrnou medaili. V roce 1993 obhájila titul mistryně světa ve vrhu koulí. Třetí medaili, tentokrát stříbrnou, získala v Göteborgu v roce 1995. Její osobní rekord ve vrhu koulí 21,52 m pochází z roku 1990.